# Microsoft Office
Microsoft Office, talvolta MS Office o semplicemente Office, è una suite di applicazioni desktop, server e servizi di tipo office automation per i sistemi operativi Microsoft Windows e macOS, annunciata da Bill Gates il 1º agosto 1988 durante il COMDEX a Las Vegas. La prima versione di Office conteneva Microsoft Word, Microsoft Excel e Microsoft PowerPoint.
A partire da Office 2013, Microsoft ha iniziato a promuovere Office 365 come mezzo principale per ottenere Microsoft Office: consentendo l'uso del software e di altri servizi attraverso un abbonamento, e fornendo agli utenti aggiornamenti delle funzionalità del software per tutta la durata dell'abbonamento, tra cui nuove funzionalità e integrazione del cloud computing, che non sono necessariamente incluse nelle versioni "on-premises" di Office vendute secondo i termini di licenza convenzionali. Nel 2017, i ricavi di Office 365 hanno superato le vendite di licenze tradizionali. Microsoft ha anche ribattezzato la maggior parte delle edizioni standard di Office 365 come "Microsoft 365", al fine di riflettere l'inclusione di funzionalità e servizi al di là della suite di base di Microsoft Office. Sebbene Microsoft avesse annunciato di voler eliminare gradualmente il marchio Microsoft Office a favore di Microsoft 365 entro il 2023, mantenendo il nome solo per le offerte di prodotti legacy, nello stesso anno ha annullato la decisione e ha annunciato Office 2024, reso disponibile nel settembre 2024.

## Storia
Nel corso degli anni le applicazioni di Office hanno aumentato considerevolmente il loro legame infatti col passare del tempo stanno  sviluppando caratteristiche comuni quali un correttore ortografico unico, l'integrazione dei dati OLE e il linguaggio di scripting Visual Basic. Il 10 luglio 2012 Softpedia ha calcolato che Office viene utilizzato da oltre un miliardo di persone in tutto il mondo.
La versione 2016 è stata messa in commercio il 9 luglio 2015 per Mac e il 22 settembre 2015 per Windows. In passato una versione di Office chiamata Microsoft Office Mobile era disponibile per i telefoni e Pocket PC Windows CE e preinstallata in Windows Phone; oggi esistono le nuove Universal App per Windows 10 che si prestano anche ad un utilizzo desktop oltre che mobile e le app Office per le piattaforme mobili: Android, iPhone e iPad e Symbian. Le app Office danno la possibilità di modificare e leggere documenti se installate su dispositivi finalizzati ad uso prettamente personale, invece richiedono per la modifica di documenti un abbonamento a Microsoft 365 nel caso di dispositivi volti ad un pubblico professionale (Es. Surface Pro, iPad Pro, PC).

## Caratteristiche
A differenza di Microsoft 365, Office è una soluzione acquistabile con licenza una tantum permanente, non essendo un servizio ad abbonamento.
Office ha diverse versioni a seconda del numero e tipologia di applicazioni nonché di servizi (la configurazione che segue cambia leggermente a seconda dell'edizione):
- Home & Student;
- Home & Business
- Home Premium;
- Professional;
- Professional Plus (prodotto rivolto alle organizzazioni, non alle persone fisiche).

Office (dalla versione 2013) e 365 si installano con la tecnologia Microsoft "A portata di clic" (Click-To-Run), che comporta che il materiale di installazione sia scaricato durante l'esecuzione del processo. Questo è vantaggioso perché evita di manipolare i pesanti pacchetti completi MSI.

### Supporto a OpenDocument
Microsoft offre un plugin per Office 2007 che supporta OpenDocument e permette di leggere e salvare documenti in tale formato.
A partire dalla versione 2007 con Service Pack 2, questo plug-in è integrato nativamente nella suite. Il plugin è installabile dagli utenti di Microsoft Office 2007 e, scaricando il Microsoft Office Compatibility Pack per formati di file di Word, Excel e PowerPoint 2007, dagli utenti di Microsoft Office XP e Microsoft Office 2003. Il plugin richiede inoltre il framework .NET 2.0 per funzionare.

### Visualizzatori
I visualizzatori gratuiti Microsoft Word Viewer, Microsoft Excel Viewer e Microsoft PowerPoint Viewer erano dei software che permettevano di aprire i documenti Office anche se la suite Microsoft Office non era installata nel sistema.

## Componenti
Dal 2013 non è più possibile installare granularmente i singoli programmi della suite, a meno di usare una procedura specialistica descritta su Microsoft Tech (utilizzo del file xml di configurazione denominato ExcludeApp), spingendo così gli utenti ad installare l'intera suite.
| Componente | Componente | Descrizione |
| ---------- | ---------- | --- |
|            | Word       | Word è oggi il programma per videoscrittura più utilizzato nel mondo. La prima versione risale al 1983 e fu disponibile su sistema operativo DOS. Nel 1984 fu creata la versione per il nascente sistema operativo MacOS e fu uno dei primi software importanti per questa piattaforma. Nel 1989 fu creata la versione per Windows. |
|            | Excel      | Excel è il programma di foglio elettronico della suite Office. |
|            | PowerPoint | PowerPoint è il programma di Office utilizzato per la creazione di presentazioni multimediali. Permette le animazioni degli elementi coinvolti nella presentazione, oltre all'aggiunta di suoni e transizioni. |
|            | OneNote    | OneNote è il programma di Office pensato per offrire all'utente un blocco note, capace di accogliere oggetti e documenti provenienti da qualsiasi fonte e annotazioni a mano, attraverso le funzionalità di inchiostro digitale proprie del Tablet PC.                                                                              |
|            | Outlook    | Outlook è il programma di Office pensato per offrire all'utente un client di posta elettronica ed un'area di gestione dei propri appuntamenti, impegni, con calendario, diario, agenda e promemoria. |
|            | Access     | Access è il programma di Office pensato per offrire all'utente un'interfaccia per creare, amministrare e visualizzare database. |
|            | Publisher  | Publisher è il programma di Office che permette la creazione di volantini, siti web, lettere, biglietti, attestati e, generalmente, che permette di creare vari tipi di progetti di pubblicazione, partendo anche da modelli preimpostati.                                                                                          |
|            | Sway       | Sway è un programma di presentazione interattivo con possibilità di aprire collegamenti diretti con il Web, oltre a poter inserire file multimediali. |

## Programmi supplementari
Oltre ai programmi regolarmente inclusi nei pacchetti Microsoft Office, esistono anche degli ulteriori programmi appartenenti alla suite di produttività personale, ma acquistabili al dettaglio e a seconda delle proprie esigenze.
| Componente | Componente | Descrizione |
| ---------- | ---------- | --- |
|            | Visio      | Visio è il programma di Office pensato per offrire all'utente un'area di lavoro per produzioni di grafica vettoriale, grafici e diagrammi. |
|            | Project    | Project è il programma di Office pensato per offrire all'utente un supporto completo di gestione aziendale, ad esempio per la pianificazione, per il project management, per la gestione del budget, per l'analisi dei carichi di lavoro.                                      |
|            | InfoPath   | InfoPath è un software che consente di progettare e compilare moduli elettronici, basato su XML. InfoPath viene distribuito da Microsoft nel pacchetto Microsoft Office. La prima versione è uscita con Office 2003, è presente nella versione 2007 e nella suite Office 2010. |

## Edizioni e relative versioni
- Office 1.0 (ottobre 1989)
- Office 1.5 (1990)
- Office 1.6 (1991)
- Office 3.0 (30 agosto 1992)
- Office 4.0 (17 gennaio 1994)
- Office 4.2 (1994)
- Office 4.3 (2 giugno 1994)
- Office 95 (24 maggio 1995)
- Office 97 (22 novembre 1996)
- Office 2000 (29 aprile 1999)
- Office XP (5 agosto 2001)
- Office 2003 (21 giugno 2003)
- Office 2007 (18 dicembre 2006)
- Office 2010 (12 maggio 2010)
- Office 2013 (17 dicembre 2012)
- Office 2016 (22 settembre 2015)
- Office 2019 (24 settembre 2018)
- Office 2021 (5 ottobre 2021)
- Office 2024 (1º ottobre 2024)

## Versioni per utilizzo online

### Microsoft 365
Office è anche disponibile con un'edizione cloud, Microsoft 365, che è una suite contenente tutti gli strumenti Office in versione app online. Quando le edizioni di Office si evolvono, Microsoft 365 viene di conseguenza aggiornato.

### Office sul Web
Office sul Web (conosciuto anche come Microsoft Office Online) è il servizio gratuito (sotto forma di web app) di Microsoft per utilizzare Office in modalità web (ovvero attraverso un browser connesso a internet). In pratica, Office sul Web è una PWA che consente di utilizzare liberamente Office (occorre comunque accedere tramite un account Microsoft).
La piattaforma web integra Word, Excel, PowerPoint, Outlook, OneDrive, Teams, OneNote, To Do, Calendario e Family Safety. Le applicazioni non dispongono di una discreta quantità di funzioni avanzate, presenti sui prodotti originali. Office sul Web non va confuso con Microsoft 365, un servizio a pagamento e non utilizzabile mediante browser.
L'app Office sul Web, presente nel menu Start di Windows 10 e 11, è il punto di partenza dell'accesso alla web app, alternativa all'indirizzo internet sul browser.
Successivamente al cambio del nome del prodotto principale, Office sul Web ha preso il nome di Microsoft 365 online gratuito.

## Loghi

Logo di Office 95 e Office 97
Logo di Office 2000
Logo di Office XP
Logo di Office 2003
Logo di Office 2007
Logo di Office 2010
Logo di Office 2013
Loghi delle applicazioni della suite Office 2013
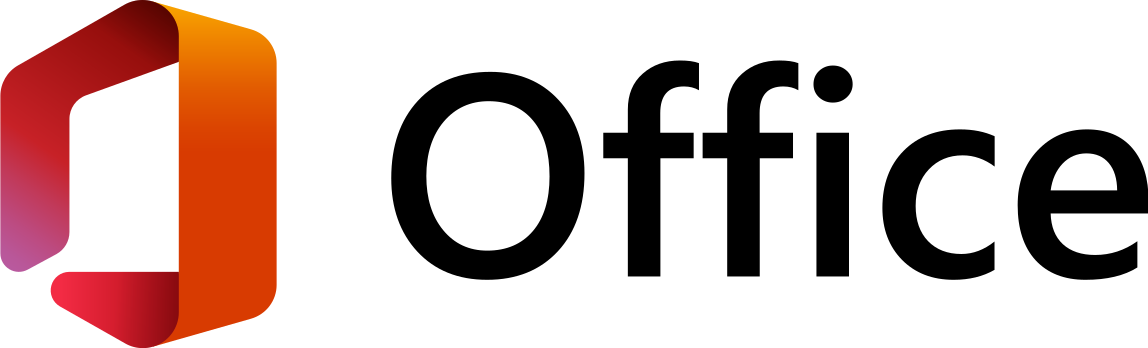
Logo di Office dalla versione 2019